# Marcel Boekhoorn
 (février 2017).
Marcel Boekhoorn (né le 30 octobre 1959 à Nimègue, aux Pays-Bas) est un milliardaire néerlandais et un investisseur avec un large éventail d'intérêts commerciaux. L'estimation nette actuelle des richesses de M. Boekhoorn s'élève à 1,5 milliard de dollars, faisant de lui l'un des entrepreneurs les plus riches des Pays-Bas. Boekhoorn, un CPA de formation, a fondé son entreprise d'investissement Ramphastos Investments en 1994. Au cours des années qui ont suivi, Boekhoorn a acquis et vendu de nombreuses entreprises avec succès.

## Antécédents
Sorties à ce jour :
- chaîne de détail de boulangerie Bart Bakker, vendu à l'allemand Kamps AG (de)
- Moti Dupli (peintures par pulvérisation), vendu à Intermediate Capital Group (en)
- Novaxess (opérateur de télécommunications fixe), vendu à Easynet PLC / BskyB (en)

L'exploit le plus remarquable de Boekhoorn a été l'acquisition de l'opérateur mobile néerlandais Telfort et la vente de ce même opérateur (neuf mois plus tard) à KPN (opérateur de télécommunication en cours et leader du marché) à une valeur de 1,2 milliard d'euros.

## Le monde des affaires
Les intérêts actuels[Quand ?] de Boekhoorn sont les suivants : 
- De Telegraaf, journal néerlandais
- Voicetrust, firme allemande de biométrie
- Doorwin, fabricant de portes
- SIM Industries, producteur de simulateurs de vol
- zecco.com, brocanteur en ligne
- McGregor Fashion, groupe de mode
- De Pers, journal néerlandais gratuit
- Openlot, loterie sur mobile
- HEMA, depuis fin 2018, chaine néerlandaise de distribution à petits prix[1],[2].

En outre Boekhoorn siège au conseil de surveillance de la société allemande cotée  Implantate AG (implants biomédicaux), est propriétaire d'un zoo (Ouwehands Dierenpark) et a produit un film (Zoop in Afrika).
Parmi les conseillers de Boekhoorn on compte Cees van der Hoeven, ancien PDG de la chaîne Ahold, et Wilco Jiskoot, ancien membre du directoire de la banque ABN AMRO.